# Charles Scott Sherrington
 (juin 2019).
Si vous disposez d'ouvrages ou d'articles de référence ou si vous connaissez des sites web de qualité traitant du thème abordé ici, merci de compléter l'article en donnant les références utiles à sa vérifiabilité et en les liant à la section « Notes et références ».
Charles Scott Sherrington, né le 27 novembre 1857 à Islington dans le Grand Londres et mort le 4 mars 1952  à Eastbourne, Sussex, Angleterre) est un médecin et savant britannique connu pour ses importantes contributions en physiologie et neurosciences et pour avoir inventé le terme de synapse. En 1932, il partage avec Edgar Douglas Adrian le prix Nobel de physiologie ou médecine « pour leurs découvertes sur les fonctions des neurones ».

## Ses travaux

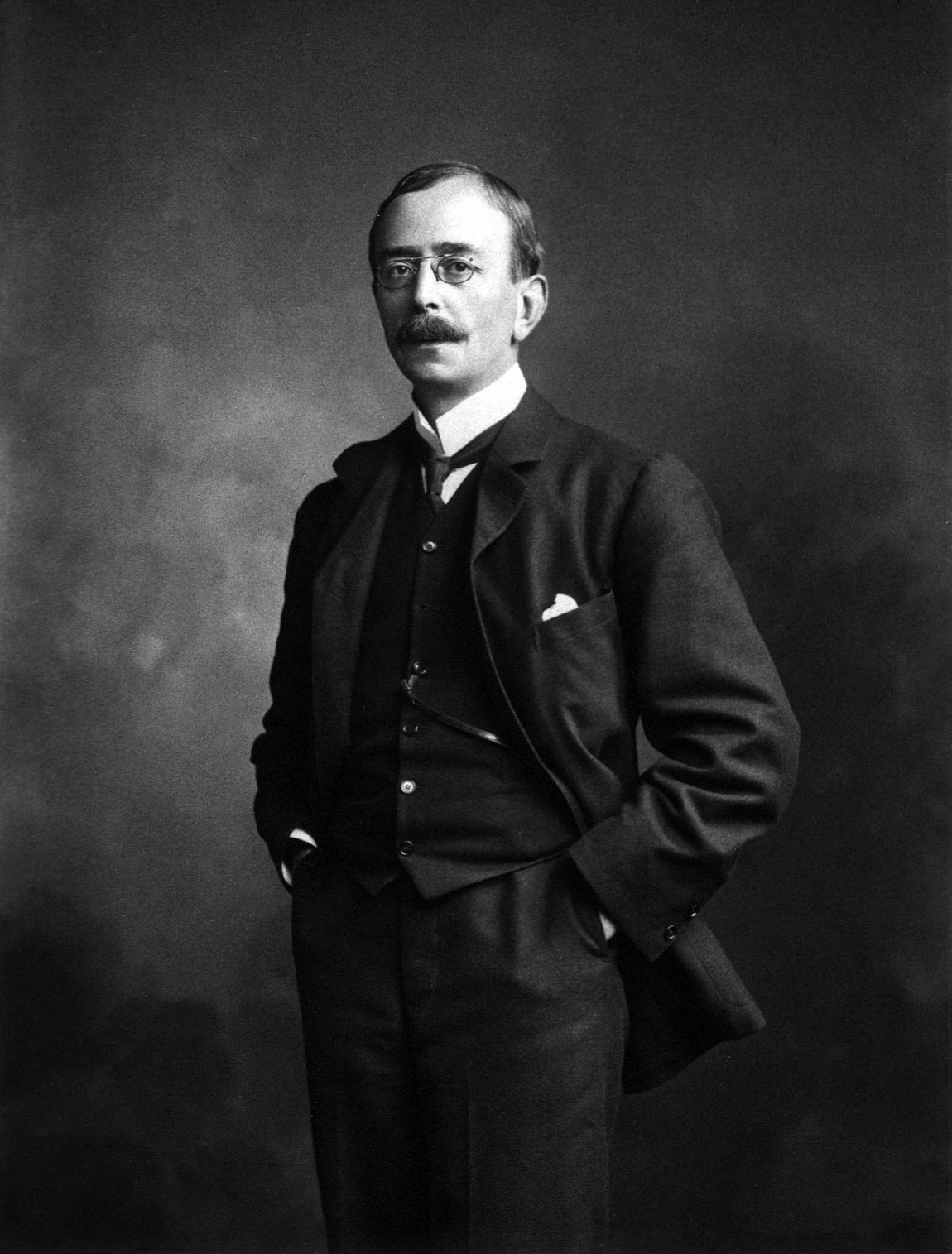
Portrait de Charles Scott Sherrington. Source: United States National Library of Medicine [sd].

Sherrington s'est servi des réflexes de la moelle épinière comme moyen d'investigation des propriétés générales des neurones et du système nerveux. Ces expériences le conduisent à établir sa loi d'innervation réciproque (dite « de Sherrington ») qui stipule qu'à chaque excitation d'un muscle agoniste, correspond une inhibition de son antagoniste.
Dans le domaine de la physiologie du contrôle moteur on lui doit la notion fondamentale que les neurones moteurs de la corne antérieure de la moelle épinière constituent la « voie finale commune » pour l'exécution de tous les mouvements, qu'ils soient d'origine volontaire, automatique ou réflexe.
Sherrington est aussi connu pour avoir été l'inventeur du mot synapse afin de désigner le point de connexion jusqu'alors hypothétique entre deux neurones. Un de ses élèves, l'Australien John Eccles, obtint à son tour en 1963 le Prix Nobel pour des travaux consacrés précisément à cette synapse.
Parmi les autres sujets d'étude de Sherrington, on peut citer ses investigations de la proprioception et du contrôle postural.
À côté de ses recherches sur le système nerveux, Sherrington s'intéressa à plusieurs problèmes médicaux d'actualité de son époque. C'est ainsi qu'en 1885, il se rendit en Espagne pour y étudier une épidémie de choléra. Selon certaines sources c'est à ce moment qu'il aurait fait la connaissance de Santiago Ramón y Cajal. Bien que la biographie sur le site de la Fondation Nobel mentionne cette rencontre, Sherrington ne la confirma pas dans le discours d'éloge qu'il fit de Cajal et déclara que sa seule rencontre avec Cajal eut lieu lorsqu'il invita ce dernier au Royaume-Uni à l'occasion de la Croonian Lecture de 1894.
En outre Sherrington se forma aux techniques de bactériologie et d'histologie avec Robert Koch, lors d'une autre épidémie de choléra à Berlin.

## Sa carrière résumée
Sherrington est né à Londres. Il étudie la physiologie auprès de Sir Michael Foster à l'université de Cambridge. En 1887, il entre à la faculté de médecine du St Thomas' Hospital. En 1895, il devient professeur à l'université de Liverpool. Il est enfin nommé à la chaire de physiologie de l'université d'Oxford (la prestigieuse Wayneflet professorship of Physiology) en 1913. Il est président de la Royal Society de 1920 à 1925. Sherrington est décoré Chevalier Grand-Croix de l'Ordre de l'Empire britannique (GBE) en 1922 et de l'Ordre du Mérite (OM) en 1924. Il prend sa retraite en 1935, mais continue à enseigner et à écrire.
Veuf d'Ethel Wright depuis 1933, il meurt à Eastbourne dans le Sussex, le 4 mars 1952 .

## Publication
- The Integrative Action of the Nervous System New York, Charles Scribner's Sons, 1906
- Reflexes elicitable in the cat from pinna, vibrissae and jaws, J. Physiol., 51, London, 1917:404-431
- Mammalian physiology. Oxford and London, 1919.
- The Reflex Activity of the Spinal Cord Oxford, 1932.
- Prix Nobel 1932
- The Brain and Its Mechanism. Cambridge, 1933
- Man on His Nature The Gifford lectures, Edinburgh: New York: MacMillan, 1937-1938.